# Свято-Ильинская церковь (Нижний Теребежов)
Свято-Ильинская церковь (бел. Свята-Ільінская царква) — православный храм в деревне Нижний Теребежов Столинского района Брестской области.

## История
Церковь расположена в центре деревни. Она построена в 1872 году из дерева. В конце XX века возведена колокольня.

## Архитектура

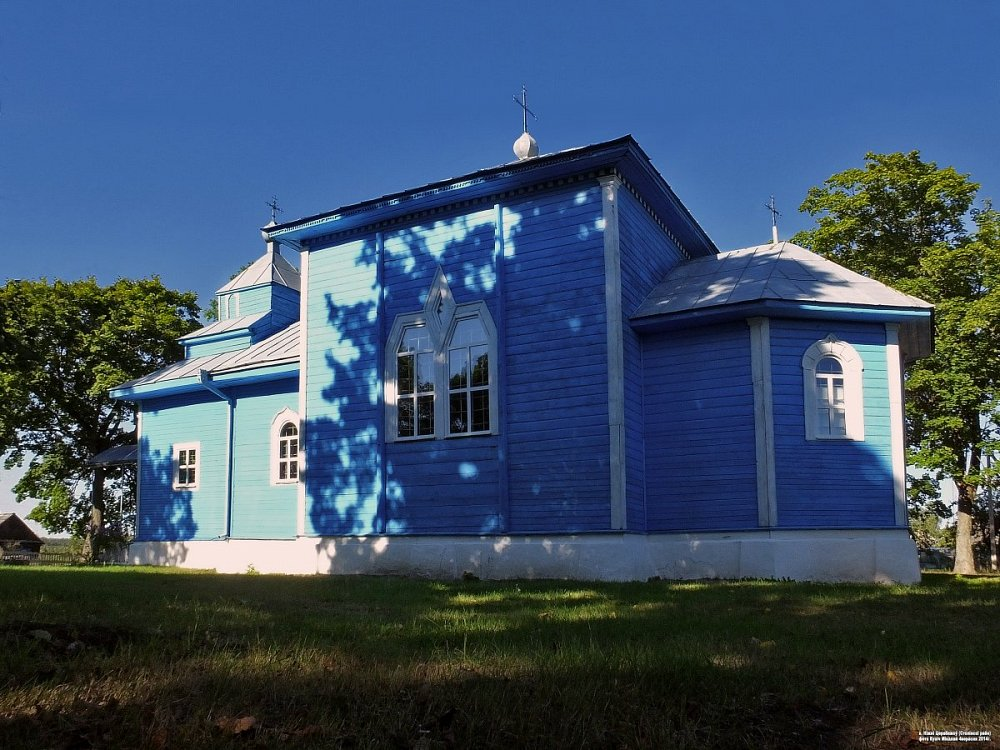
Свято-Ильинская церковь в 2014 году

Памятник народного зодчество. К центральному кубовидному объему молельного зала примыкают сруб и трехъярусный четырехгранный притвор — колокольня, пятигранная апсида с боковой ризницей. Шатровые жестяные перекрытия звонницы и центрального сруба отделаны маками. Горизонтально обшитые вагонкой фасады прорезаны разнообразными оконными проемами: двойными трапециевидными в молельном зале, арочными с килевидным налепом в нефе и апсиде, прямоугольными в притворе. Вход прямоугольной формы прикрыт килевидным жестяным козырьком на кованых витых кронштейнах.